# Umarex
A Umarex Sportwaffen GmbH & Co. KG é um fabricante alemão de armas de pressão, incluindo pistolas Umarex (réplicas), como a Beretta Elite II; pistolas de gás lacrimogêneo e de sinalização; marcadores de paintball sob a marca RAM e armas de airsoft. A empresa é sediada em Arnsberg, Renânia do Norte-Vestfália. A empresa foi fundada em 1972. Sua sede subsidiária nos Estados Unidos está localizada em Fort Smith, Arkansas.
Em 1993, a empresa Carl Walther GmbH foi adquirida pela Umarex, que continuou a fabricar sob o nome Walther em Ulm e Arnsberg. Em 2010, também foi adquirida a Röhm Gesellschaft, a divisão de armas de fogo da Röhm GmbH.